# شارلوتنبری
شارلوتنبری (به سوئدی: Charlottenberg) یک شهر در سوئد است که در ادا مونیکیپالیتی واقع شده‌است.

## خصوصیات
شارلوتنبری ۲٫۵۹ کیلومترمربع مساحت و ۲٬۲۱۵ نفر جمعیت دارد.